# IMegaphone
iMegaphone è il primo album dalla cantautrice inglese Imogen Heap, pubblicato nel 1998. Il titolo è un anagramma di "Imogen Heap."

## Tracce
Testi e musiche di Imogen Heap, tranne dove indicato.
1. Getting Scared – 4:53 (Heap, Sigsworth)
2. Sweet Religion – 4:03
3. Oh Me, Oh My – 5:05
4. Shine – 4:40
5. Whatever – 3:44 (Eisler, Heap)
6. Angry Angel – 4:45
7. Candlelight – 4:39
8. Rake It In – 3:50 (Eisler, Heap)
9. Come Here Boy – 3:58
10. Useless – 5:19
11. Sleep – 3:46

Tracce bonus dell'edizione giapponese
1. Airplane – 4:20 (Heap, Sigsworth)
2. Whatever (Demo version) – 3:44 (Eisler, Heap)